# Beowulf (film)
Beowulf je americký animovaný film natočený podle staroanglického eposu o Beowulfovi. Film je vytvořen technikou motion capture, scény tedy byly nejprve natočeny se skutečnými herci. Pohyby a vzhled herců byly pečlivě nasnímány a na základě získaných dat byly vytvořeny jejich digitální protějšky. Vytváření filmu trvalo dva roky, rozpočet činil 150 miliónů dolarů. Do kin film vstoupil 16. listopadu 2007. Přijetí bylo smíšené. Na jedné straně byla chválena dokonalá 3D animace a pomocí ní vytvořené úchvatné záběry, na druhé straně bylo kritizováno nedostatečné vykreslení charakterů jednotlivých postav a způsob vyprávění příběhu, kdy byl kladen až přílišný důraz na vizuální efekty oproti práci s jednotlivými postavami. Film vydělal celosvětově 196,4 miliónu dolarů, což vzhledem k vysokému rozpočtu není tak mnoho, o propadák se ale nejednalo.

## Děj
Území poblíž sídla dánského krále Hrothgara (Anthony Hopkins) je pustošeno útoky monstra jménem Grendel. Monstrum připomínající trolla zkříženého s chodící mrtvolou cíleně napadá Velkou síň Hrothgarova hradu v době, kdy tam probíhají slavnosti. Důvod útoků není jasný, jen král Hrothgar zřejmě něco tuší. Král tedy přislíbí polovinu svého zlatého pokladu tomu, kdo monstrum zabije. Připlaví se géatský válečník Beowulf se čtrnácti družiníky a slíbí, že monstrum zničí.
Po poradě s královským rádcem Unferthem (John Malkovich), kterému vykládá o svých hrdinských činech, Beowulf naláká Grendela do Velké síně a nechá se zde s ním zamknout. Postaví se mu nahý a beze zbraní, jelikož Grendel se zdá být imunní vůči zbraním smrtelníků. V průběhu boje Beowulf postřehne, že Grendel je velmi citlivý vůči hlasitým zvukům, což objasňuje, proč útočil zrovna v době hlučných slavností (silný hluk mu totiž způsoboval bolest). Beowulf toho využije a podaří se mu Grendela připravit o levou paži. Těžce zraněný Grendel, který předtím zabil tři Beowulfovy druhy, uteče do své jeskyně, kde zemře své matce (Angelina Jolie) u nohou. Ta se pochopitelně rozzuří a vydá se do hradu za pomstou.
Na hradě se mezitím slaví, Beowulf dostane od krále jako odměnu zlatý pohár ve tvaru rohu, který je symbolem slavných časů, kdy Hrothgar zabil draka Fafnira. Když po slavnosti všichni usnou, vnikne do hradu Grendelova matka a povraždí všechny zbylé Géaty s výjimkou Beowulfa a Wiglafa (Brendan Gleeson), kteří se nenacházejí ve Velké síni. Ráno, když jsou mrtví válečníci objeveni, Hrothgar sdělí Beowulfovi, kdo je za to zodpovědný a Beowulf se tedy vydává do Grendelovy jeskyně, aby se s vodní démonkou vypořádal.
Ta se mu ovšem v jeskyni zjeví v podobě okouzlující mořské panny a nabídne mu dohodu. Pokud jí Beowulf dá nového syna a přenechá jí zlatý pohár od krále Hrothgara, udělá z něj mocného krále. Stanoví ale lhůtu: ve chvíli, kdy se zlatý pohár vrátí do království, přestane dohoda platit a Beowulfa dostihnou "hříchy otců". Beowulf unešený její krásou s podmínkami dohody souhlasí. Po návratu z jeskyně oznámí, že „ohavnou mořskou čarodějnici“ zabil. Král Hrothgar ovšem tuší pravdu, protože se s démonkou kdysi sám setkal – Grendel byl totiž jeho syn. I jej tedy dostihly „hříchy otců“. Pohovoří si tedy z Beowulfem, pak jej prohlásí za svého následníka a v noci skočí z věže. Beowulf se tedy stává novým králem a ožení se s mladou vdovou po Hrothgarovi Wealtheow (Robin Wrightová).
Léta plynou a jednoho dne jeden z Unferthových otroků najde zlatý pohár v bažině nedaleko Grendelovy jeskyně. Nic netušíc jej odnese. Téhož dne je blízká vesnice spálena drakem, který nechá Unfertha jako jediného naživu s tím, že má králi Beowulfovi vyřídit vzkaz: "hříchy otců". Beowulf po vyslechnutí vzkazu pochopí, že drak je jeho syn a že stará dohoda přestala platit. Vodní démonka nyní vyslala draka, aby zničil Beowulfovu říši.
Beowulf a Wiglaf se tedy opět vydávají do jeskyně, kde se Beowulf opět setkává s vodní démonkou. Hodí po ní zlatý pohár a požaduje, aby odvolala svého draka. Démonka to ale odmítne s tím, že je příliš pozdě. Beowulf se tedy musí s drakem utkat. Ten mezitím útočí na hrad, jeho hlavní cíle jsou královna Wealtheow a Ursula, Beowulfova milenka (Alison Lohman). Mezi Beowulfem a drakem dojde k nelítostnému souboji, Beowulf nakonec draka zabije, když mu vyrve srdce, sám je ale smrtelně zraněn. Drakovy ostatky se těsně předtím, než jsou spláchnuty do moře, přemění do humanoidní podoby Beowulfova syna. Umírající Beowulf se svěří Wiglafovi, ten ale jeho zpověď odmítne s tím, že jde o pouhé blouznění, snad se příliš bojí pravdy. Krátce poté Wiglaf jako nový král organizuje Beowulfův pohřeb. Beowulfovo tělo je umístěno na loď, která je obřadně zapálena. Když klesá pod hladinu, objeví se vodní démonka, mrtvého krále obejme a políbí. Pravdu již není možno popírat. Démonka se poté obrátí k Wiglafovi se zjevným úmyslem jej svést. Wiglaf vstoupí do příboje a váhá.

## Obsazení
Film je vytvořen metodou motion capture, takže postavy na plátně jsou animované, ovšem jejich podoba a pohyby vycházejí z podoby a pohybu skutečných herců.
| Ray Winstone    | Beowulf            |
| Brendan Gleeson | Wiglaf             |
| Anthony Hopkins | král Hrothgar      |
| Robin Wrightová | královna Wealtheow |
| Crispin Glover  | Grendel            |
| Angelina Jolie  | Grendelova matka   |
| Alison Lohman   | Ursula             |
| John Malkovich  | Unferth            |
| Greg Ellis      | Garmund            |
| Sebastian Roché | Wulfgar            |

## Rozdíly mezi filmem a legendou
- pojem „hříchy otců“ se v legendě nevyskytuje
- v legendě je Grendelova matka popisována jako ošklivá mořská čarodějnice, ve filmu je okouzlující mořskou pannou, která svede Beowulfa a z jejich spojení vzejde drak, se kterým Beowulf po letech musí bojovat; v legendě Beowulf Grendelovu matku zabije obřím mečem, který nemůže nosit obyčejný smrtelník
- monstrum Grendel je Hrothgarův syn pouze ve filmu
- ve filmu spáchá král Hrothgar sebevraždu, v legendě nikoliv
- v legendě se Beowulf nestane následníkem Hrothgara, ale zdědí trůn jako synovec géatského krále Hygelaka, poté co král i jeho tři synové padnou v boji
- postava Ursuly, Beowulfovy milenky, se v legendě nevyskytuje
- Wiglaf, ve filmu Beowulfův nejvěrnější spolubojovník a nejlepší přítel, je v legendě pouze mladíkem, který pomůže Beowulfovi porazit draka; také se nestane Beowulfovým následníkem
- vztah mezi Beowulfem a královnou Wealtheow se objevuje pouze ve filmu; v legendě se tedy královna Wealtheow nestane Beowulfovou ženou
- drak z legendy není Beowulfův syn
- zlatý pohár ve tvaru rohu je v legendě součástí drakova pokladu; teprve jeho krádež vyprovokuje do té doby spícího draka k útokům proti Beowulfovi a jeho poddaným
- ve filmu je Beowulf pohřben na vikinské lodi, která je zapálena; když se potápí, vynoří se mořská panna – Grendelova matka – a mrtvého krále obejme a políbí; v legendě je mrtvý král spálen na pohřební hranici a poté i s prokletým dračím pokladem pohřben v mohyle